# Олександр Липовиј
Олександр Липовиј (укр. Олександр Липовий; Харков, 9. октобар 1991) је украјински кошаркаш. Може да игра на свим спољним позицијама, а тренутно наступа за Прометеј.

## Биографија
У млађим категоријама играо је за Кијев, а за њихов сениорски тим дебитовао је у сезони 2008/09. Од марта 2011. године био је члан Доњецка са којим је и освојио украјинско првенство у сезони 2011/12. У марту 2014. прешао је у Црвену звезду у којој се задржао до краја те сезоне. У септембру 2014. се вратио у Украјину и потписао за Будивељник где проводи сезону 2014/15. Сезону 2015/16. је почео у грузијској екипи ВИТА Тбилиси, али се већ у новембру 2015. преселио у мађарски Солнок Олај. Крајем фебруара 2016. поново је променио клуб и прешао у Динамо Кијев до краја сезоне. У сезони 2016/17. наступао је за Трикалу. У јулу 2017. постаје играч Промитеаса из Патре. У овом клубу је провео наредне три сезоне, а од септембра 2020. је играч украјинског Прометеја.
Члан је репрезентације Украјине за коју је наступао на Европским првенствима 2011, 2013, 2015. и 2017. као и на Светском првенству 2014. године. Такође је прошао и кроз све млађе репрезентативне селекције. 

## Успеси

### Клупски
- Доњецк:
  - Првенство Украјине (1): 2011/12.

- Будивељник:
  - Куп Украјине (1): 2015.